# Arx
|  | Sammenskrivningsforslag Artiklen Arx er foreslået føjet ind i Lars Vilks. (Siden april 2021) Diskutér forslaget |

Arx er en skulptur, påbegyndt i 1991, beliggende ved kysten af mikronationen Ladonia i Kullaberg Naturreservat i Skåne, Sverige, tæt på skulpturen Nimis.
Skulpturen, der er udført af kunstneren Lars Vilks, består af 150 tons sten og beton.
| Kunst | Spire Denne artikel om kunst er en spire som bør udbygges. Du er velkommen til at hjælpe Wikipedia ved at udvide den. |

56°17′14.6″N 12°32′25.7″Ø / 56.287389°N 12.540472°Ø